# 앤디 골즈워디
앤디 골드워시(Andy Goldsworthy, 1956년 7월 26일~)는 영국의 조각가, 사진작가, 환경 운동가이다. 그는 스코틀랜드에서 지내며 활동을 한다. 리즈 대학교에서 수학 교수로 있던 F. 앨린 골드워시(F. Allin Goldsworthy)의 아들로 체셔에서 태어났고 웨스트요크셔주 리즈의 해러게이트에서 자랐다. 그는 1974년에서 1975년 브래드퍼드 칼리지 오브 아트(Bradford College of Art), 1975년에서 1978년에는 프레스톤 폴리테크닉(현 랭커스터 중부 대학교) 에 다녔다. 대학을 졸업하고 요크셔, 랭커스터, 컴브리아에서 살았다. 1985년 스코틀랜드로 이사했다. 1993년 브래드퍼드 대학교에서 명예 학위를 받았다. 지금은 콘월 대학교의 교수로 있다.

## 작품

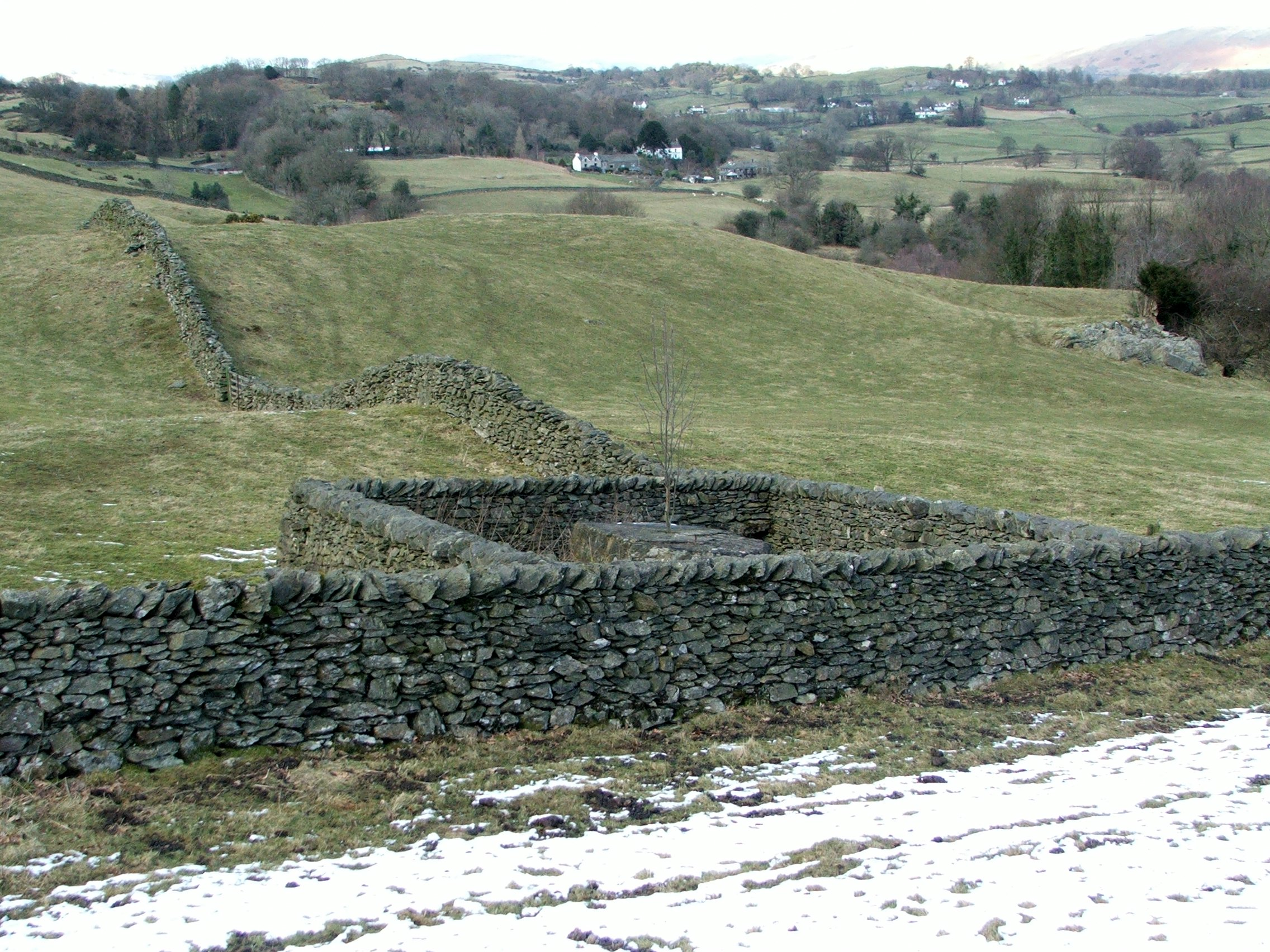
1996년에서 2003년 컴브리아에 만든 양우리
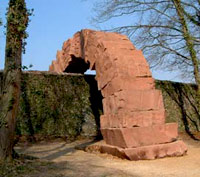
2002년 웨스트서섹스 주의 굿우드에 만든 앤디 골드워시 아치(Andy Goldsworthy Arch, 굿우드/Goodwood)
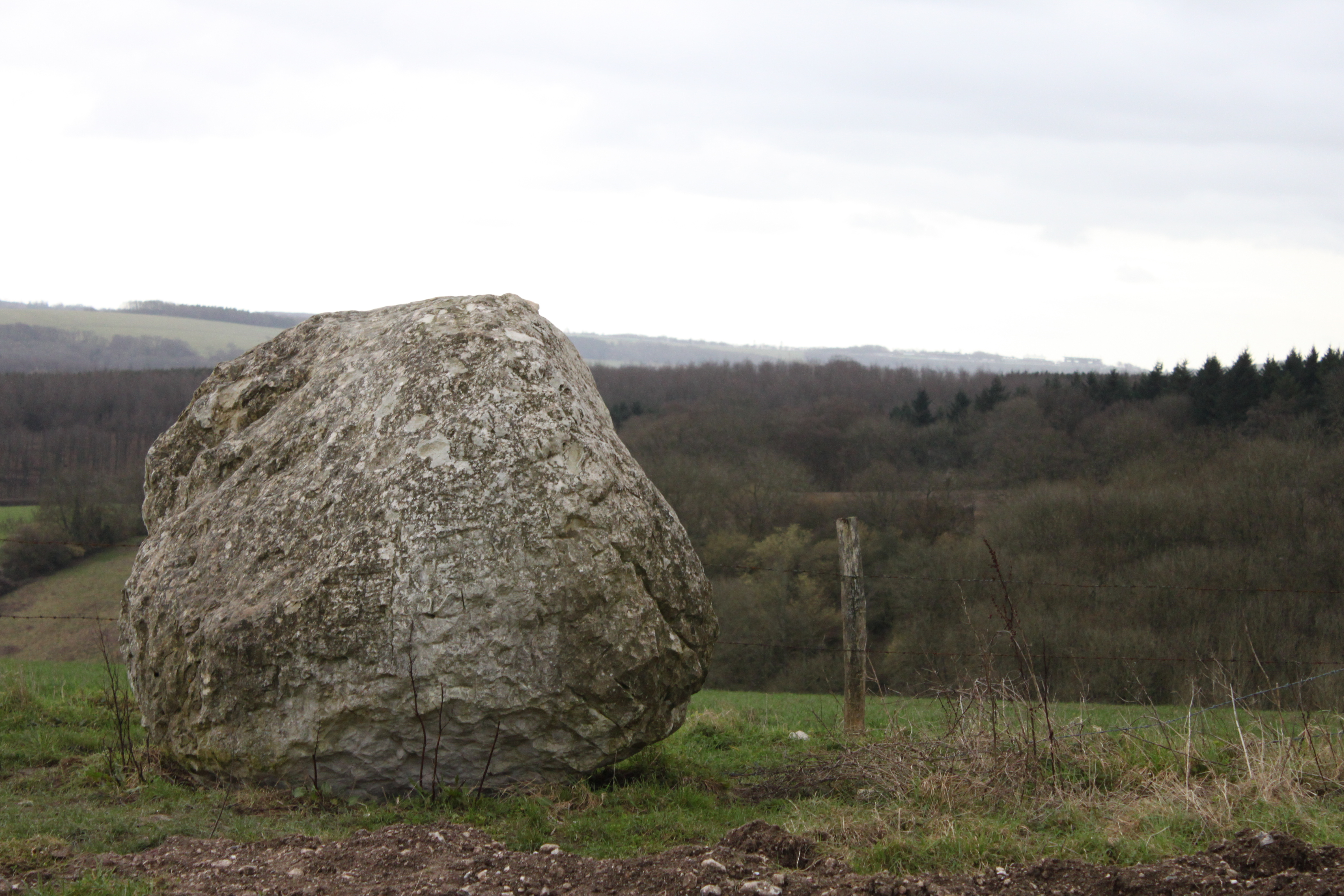
2002년 웨스트서섹스 주에 만든 초크 스톤즈 테일(Chalk Stones Trail)
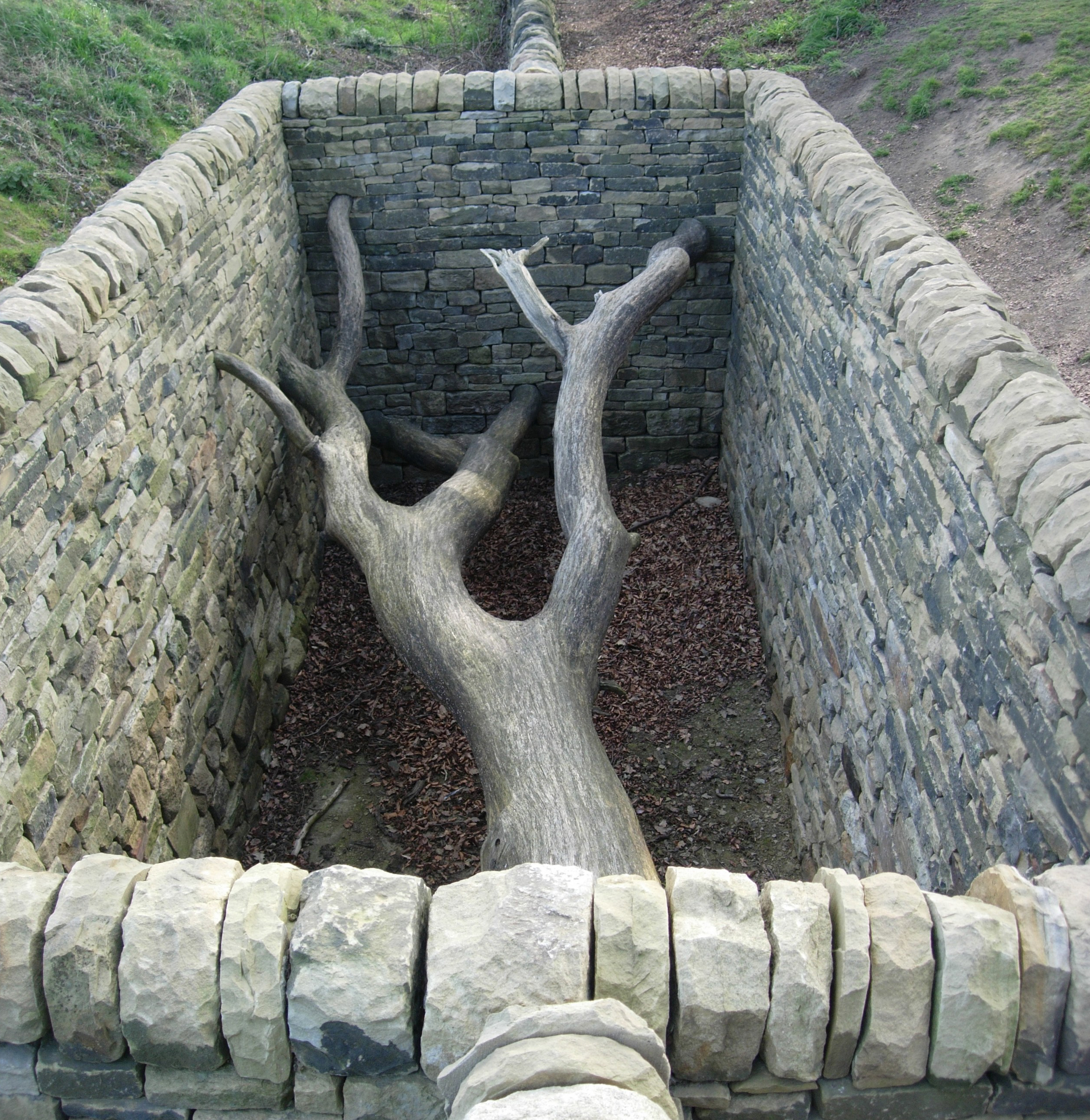
2007년5월 31일에서 2008년1월 26일 요크셔 조각 공원에서 만든 앤디 골즈워디

## 같이 보기
- 환경예술
- 대지 예술
- 돌 균형잡기